# جارد غوميز (مغن راب)
جارد غوميز (بالإنجليزية: Jared Gomes)‏ هو رابر أمريكي، ولد في 4 أبريل 1964 في كاليفورنيا في الولايات المتحدة.

## وصلات خارجية
- جارد غوميز على موقع ميوزك برينز (الإنجليزية)
- جارد غوميز على موقع ميوزك برينز (الإنجليزية)
- جارد غوميز على موقع أول ميوزيك (الإنجليزية)
- جارد غوميز على موقع ديسكوغز (الإنجليزية)
- جارد غوميز على موقع ديسكوغز (الإنجليزية)